# Izotiocyjanian allilu

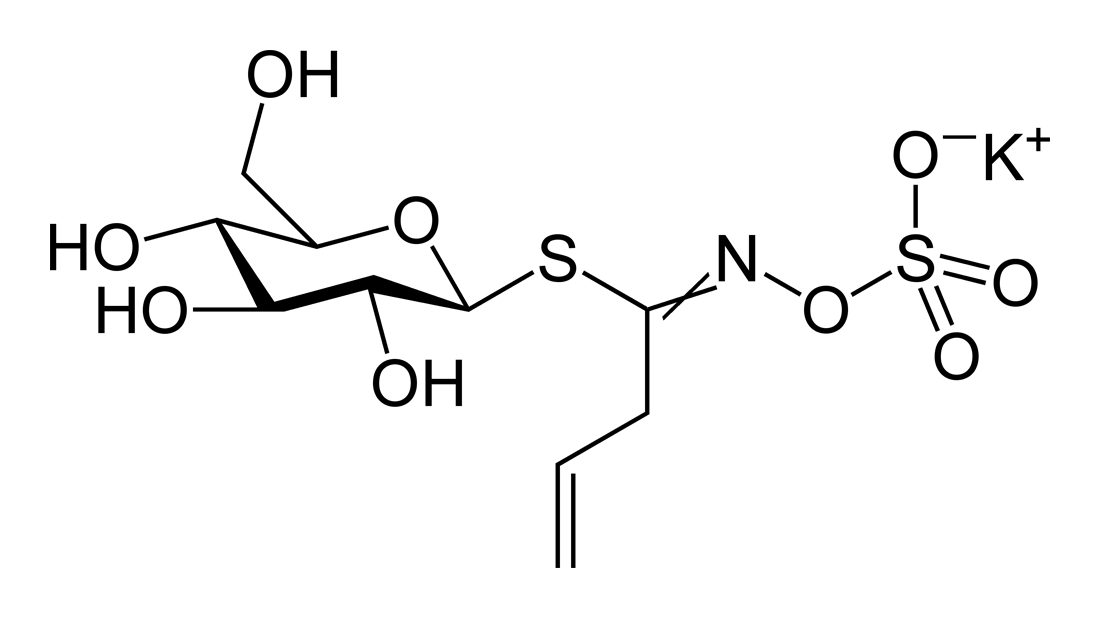
Struktura synigryny

Izotiocyjanian allilu – organiczny związek chemiczny z grupy izotiocyjanianów, pochodna allilowa kwasu izotiocyjanowego. Odpowiada m.in. za ostry smak musztard, wasabi i chrzanu. Bezbarwna lub jasnożółta ciecz, słabo rozpuszczalna w wodzie, doskonale rozpuszczalna w większości rozpuszczalników organicznych.
Związek ten powstaje w wyniku hydrolizy katalizowanej mirozynazą z synigryny, związku z grupy glukozynolanów (rodzajem S-glikozydów), np. po rozgnieceniu ziaren gorczycy, w których występuje zarówno synigryna, jak i enzym hydrolityczny:
CH
2=CH−CH
2−C(S−Glc)=N−O−SO
3K + H
2O → CH
2=CH−CH
2−N=C=S + Glc−OH + KHSO
4
(Glc oznacza resztę glukozy)

## Funkcje biologiczne
Izotiocyjanian allilu służy roślinom do ochrony przeciwko zwierzętom roślinożernym. Ponieważ jest związkiem szkodliwym, rośliny magazynują go w formie glukozynolanu odizolowanego od mirozynazy. Kiedy zwierzę zjada roślinę, wskutek uszkodzeń mechanicznych dochodzi do kontaktu glikozylanu z mirozynazą i powstaje wolny izotiocyjanian allilu, zniechęcając zwierzę.
Natomiast mszyce żywiące się roślinami zawierającymi glukozynolany wydzielają izotiocyjanian allilu podczas ataku drapieżników, takich jak np. biedronki. Mszyca podczas tego procesu ginie, chroni jednak kolonię odstraszając napastnika. Jest to jeden ze znanych wśród zwierząt przykładów zamachowców-samobójców. Podczas badań nad mszycami, których dieta była bogata w glukozynolany, i tymi, które nie dysponowały takim pożywieniem, zaobserwowano, że te pierwsze przetrwały dłużej od drugich w niekorzystnym środowisku.

## Otrzymywanie
Izotiocyjanian allilu można otrzymać w reakcji chlorku allilu z rodankiem potasu lub rodankami innych metali alkalicznych:
CH
2=CHCH
2Cl + KSCN → CH
2=CHCH
2NCS + KCl
Związek ten można też uzyskać z rozgniecionych nasion gorczycy czarnej poprzez destylację z parą wodną. Produkt nosi nazwę olejek gorczycowy lub olejek gorczyczny i zawiera ok. 90% izotiocyjanianu allilu.

## Zastosowanie
Stosuje się go jako fungicyd (głównie do ochrony buraków cukrowych podczas przechowywania), insektycyd, nematocyd, środek antybakteryjny i zapobiegający próchnieniu i gniciu drewna. Ponadto jest wykorzystywany w przemyśle perfumeryjnym oraz jako substrat do otrzymywania herbicydów opartych o pierścień 1,3,4-tiadiazolu i leków.
Naturalny olejek gorczyczny jest używany do celów farmakologicznych oraz w azjatyckiej medycynie tradycyjnej.